# تشمكي
تشمكي هي قرية آشورية مسيحية في مقاطعة أرومية، إيران. يقدر عدد سكانها بـ 0 نسمة بحسب إحصاء 2016. يقدر أن حوالي 600 آشوري يسكنون القرية، اللغة المستخدمة هي اللهجة الآرامية الآشورية الحديثة. تعرف الكنيسة المحلية باسم كنيسة القديسة مريم.